# Moita da Roda
Moita da Roda é uma povoação localizada na União das Freguesias de Souto da Carpalhosa e Ortigosa, Distrito de Leiria, Portugal. 

## Historial
Segundo a tradição oral o nome desta localidade deriva da existência, neste lugar, de uma moita de dimensões invulgares que permitiu construir uma roda de carro de bois. O Casal da Mouta da Roda já é referido no Censo Populacional de 1527  juntamente com outros casais, como o da Chã da Laranjeira e o de Monte Agudo, associando-se ao povoamento que acompanhou o desenvolvimento das actividades económicas e de colonização iniciada na Idade Média.
Por estar localizada junto à Estrada Real que passava na Charneca do Nicho, Moita da Roda foi uma povoação de passagem para as populações. Ainda hoje aí existe um "Rossio" e uma rua denominados "Carreiro da Vila" (mais tarde alterado para "Carreira da vila"). 
A população residente evoluiu com regularidade a cada censo (o que num futuro próximo poderá deixar de acontecer devido ao envelhecimento generalizado da população e ao decréscimo da natalidade em todo o território português). Com cerca de 600 habitantes, Moita da Roda é hoje um dos maiores centros populacionais da freguesia.

## Equipamentos públicos

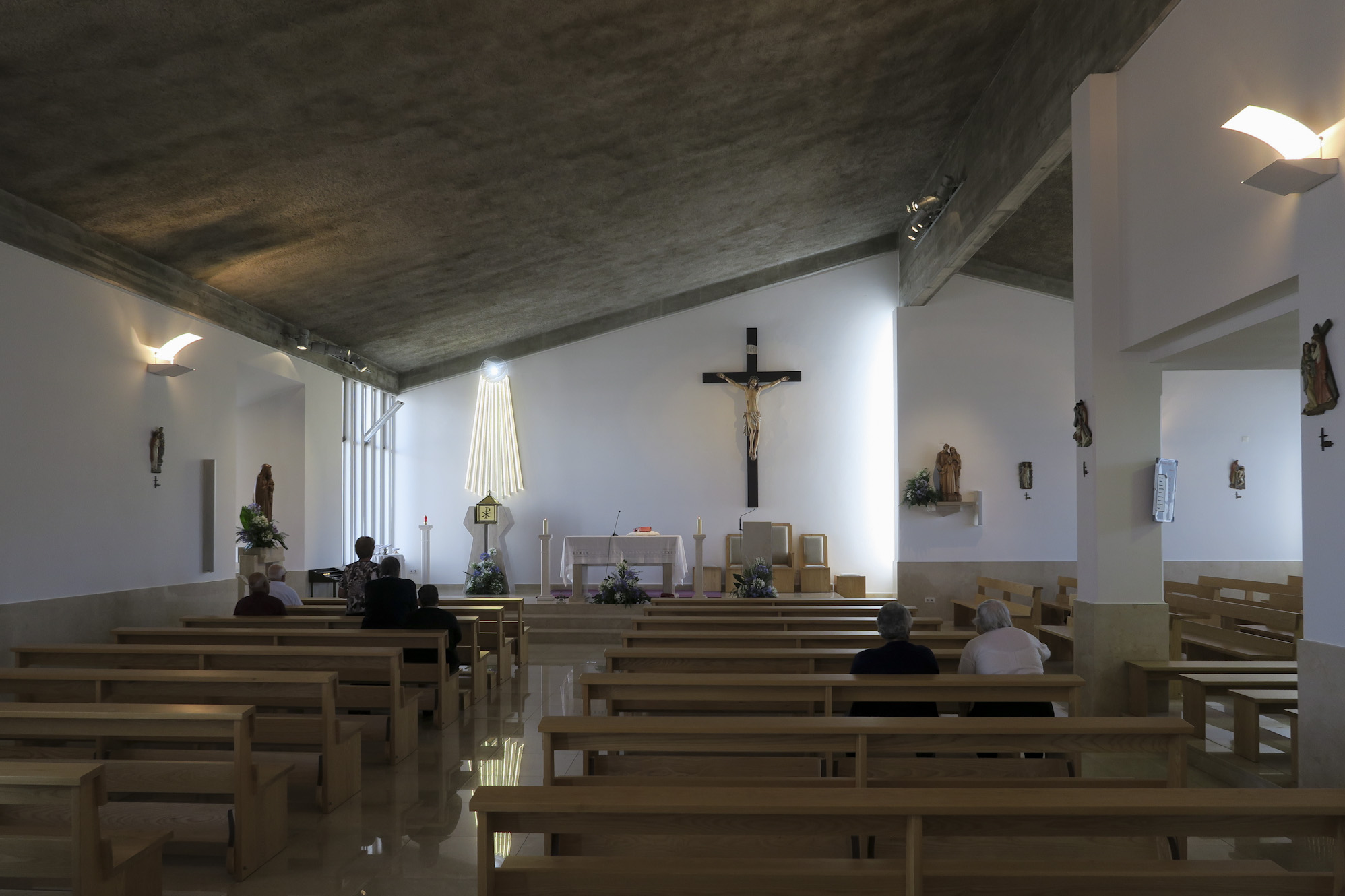
Igreja de Nossa Senhora da Saúde de Moita da Roda

A aldeia possui uma igreja recente (cuja construção teve início em 1969, tendo sido inaugurada em 1977); a sua festa anual, em honra de Nossa Senhora da Saúde, ocorre no primeiro domingo de setembro. 
A povoação conta ainda com um jardim-de-infância e uma escola de ensino básico, com capacidade para acolher um total de 75 crianças.
Possui uma coletividade, a Associação Desportiva e Cultural da Moita da Roda, que foi fundada a 24 de Julho de 1985. Hoje não tem atividade federada, organizando pela altura do seu aniversário um conjunto de atividades tradicionais. Possui ainda um grande campo de jogos, utilizado pela população para a prática ocasional de futebol e, recentemente, foi construído um parque de lazer/merendas na Charneca do Nicho (um excelente local para passar uma tarde de verão).
Quando a Moita da Roda não tinha água da rede pública, construíram-se 3 fontanários, um no centro e dois na periferia da aldeia, de forma a satisfazer as necessidades da população. Mais tarde, com a criação da rede de água pública, os fontanários foram desativados. 
Moita da Roda tem também das melhores festas da zona centro, o que potencia a sua importância a nível regional. 